# Chlorophorus figuratus
Chlorophorus figuratus es una especie de escarabajo longicornio del género Chlorophorus. Fue descrita científicamente por Scopoli en 1763.
Se distribuye por Croacia, Bosnia y Herzegovina, Letonia, Lituania, Serbia, Georgia, Kazajistán, Macedonia, Ucrania, República Checa, Eslovaquia, Estonia, Moldavia, Armenia, Crimea, Albania, Cerdeña, Azerbaiyán, Alemania, Bulgaria, Rusia europea, Austria, Francia y Grecia. Mide 6-13 milímetros de longitud. El período de vuelo de esta especie ocurre en los meses de mayo, junio, julio y agosto.
Parte de la dieta de Chlorophorus figuratus se compone de plantas de las familias Caprifoliaceae, Anacardiaceae, Celastraceae, entre otras.

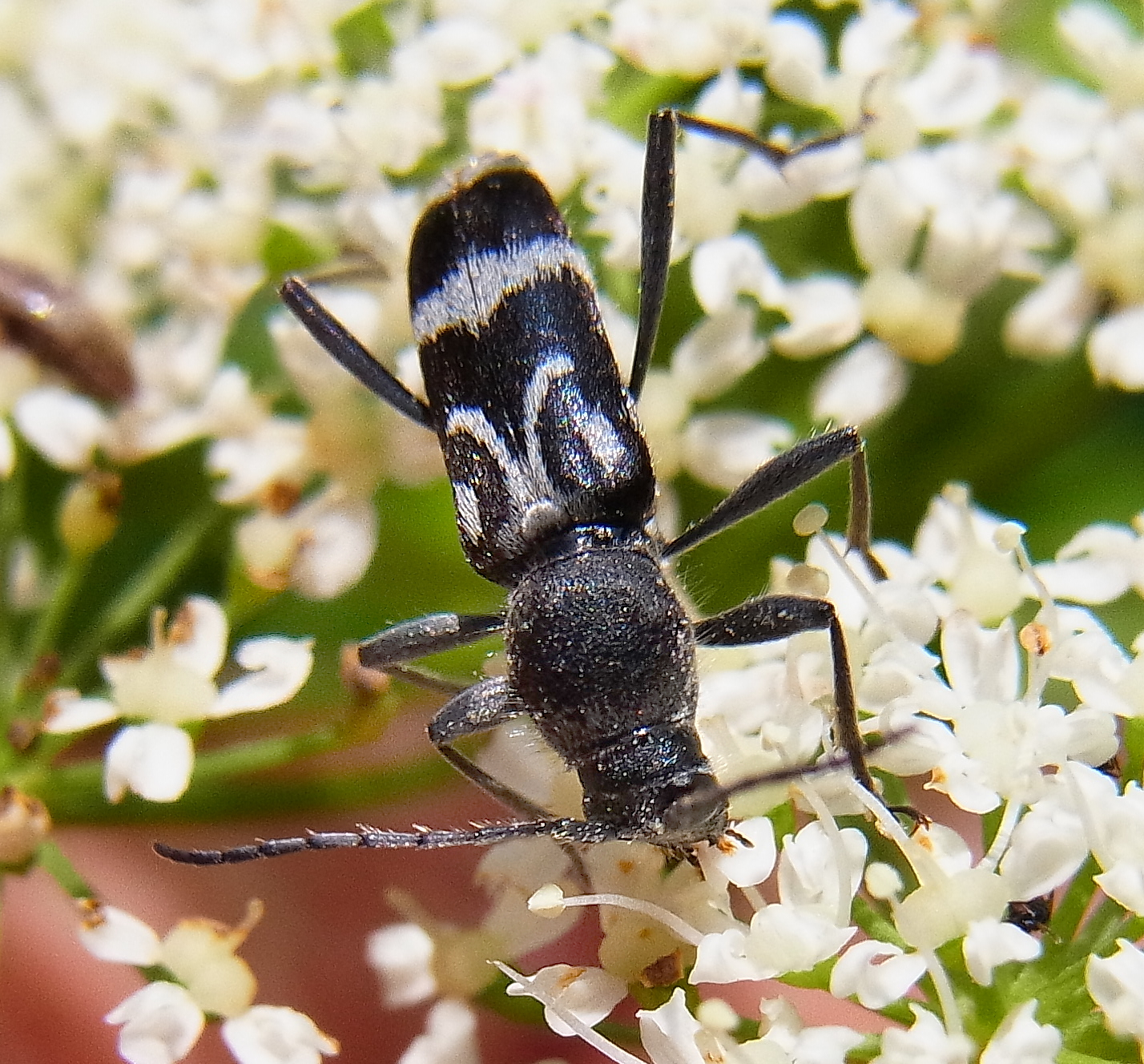
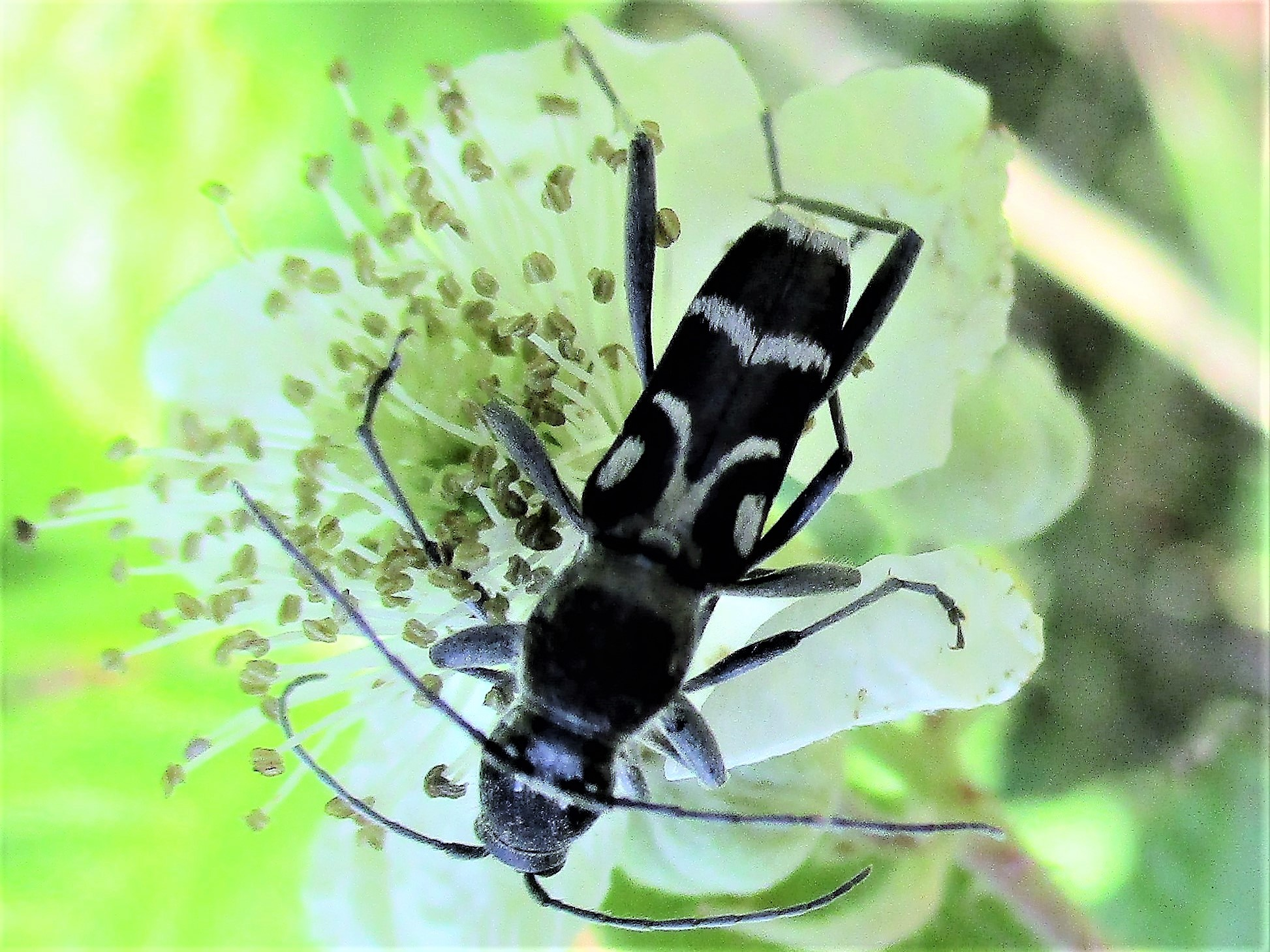
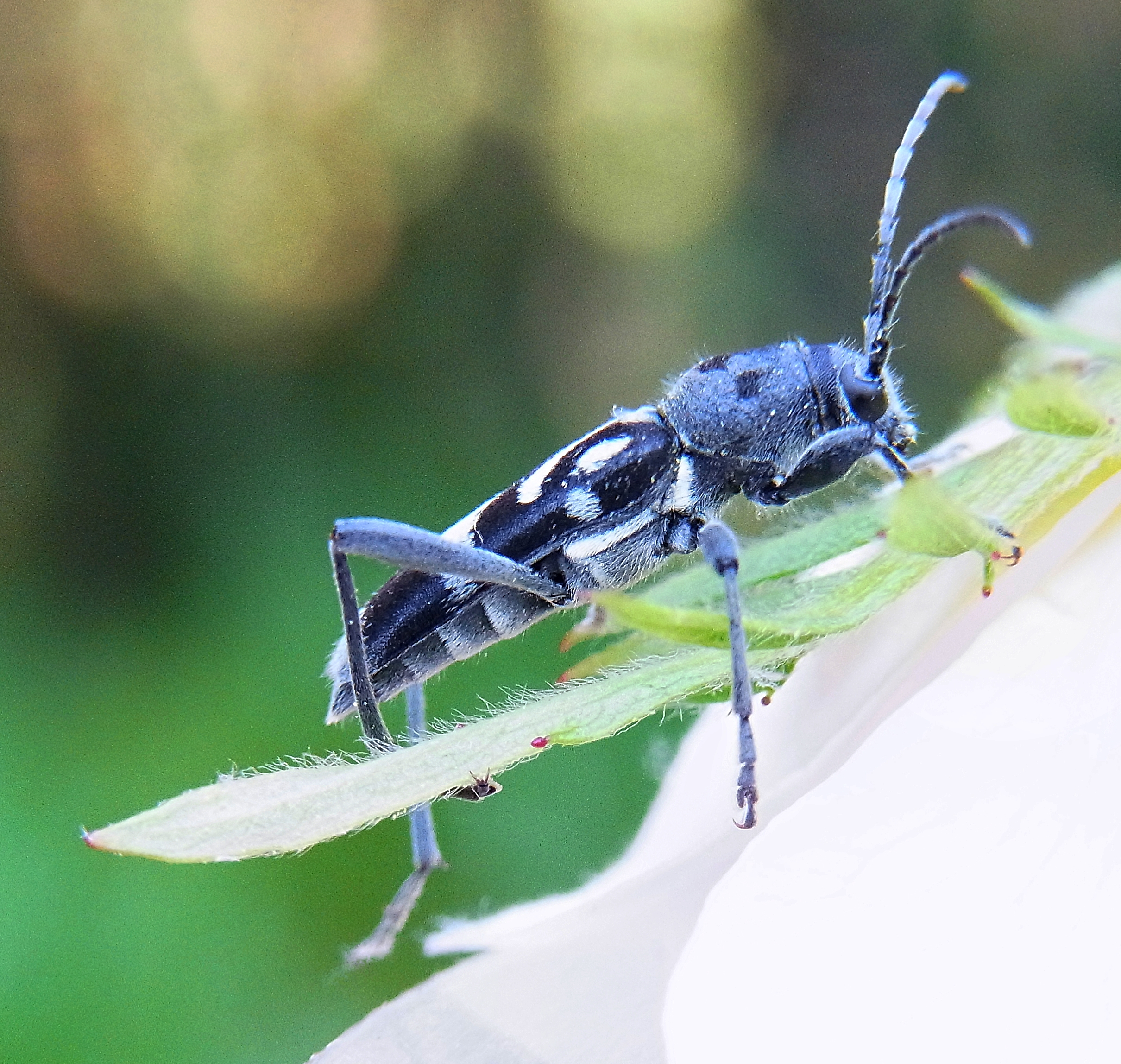
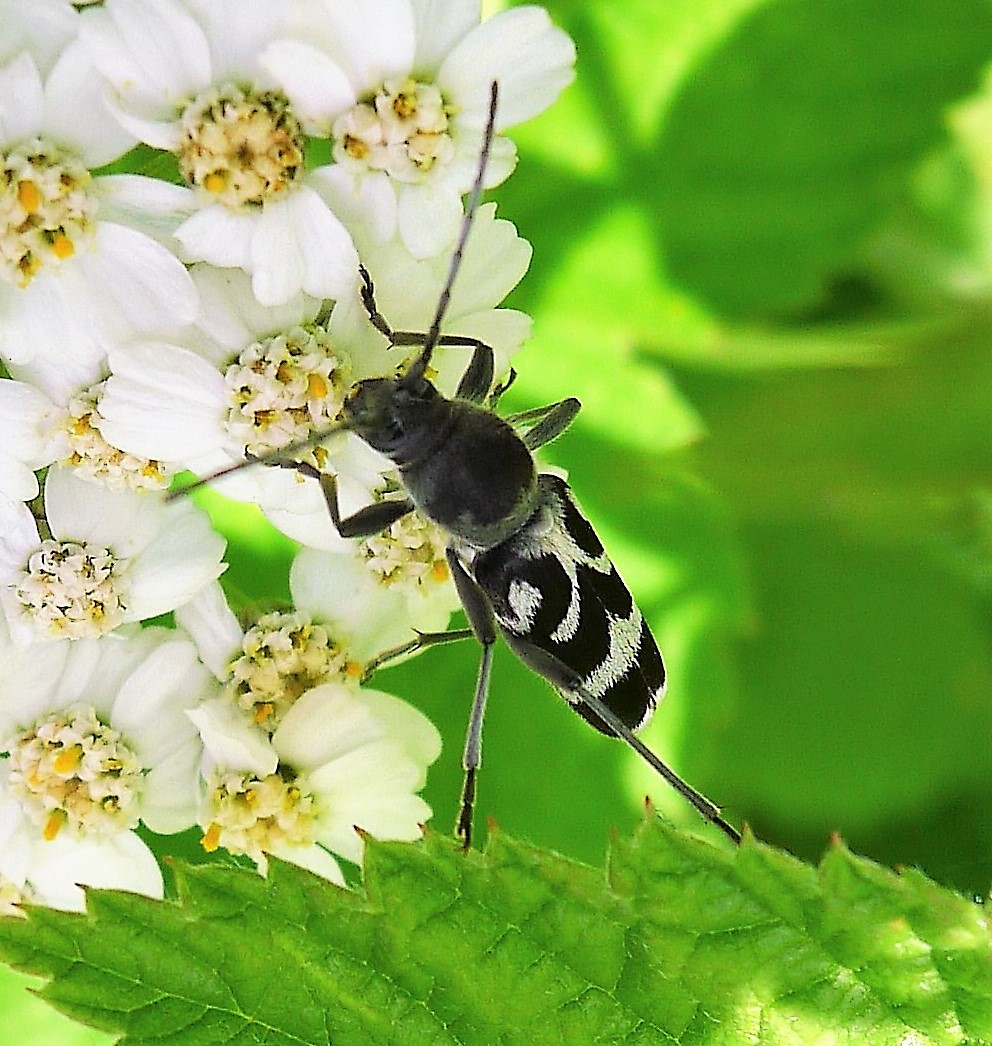
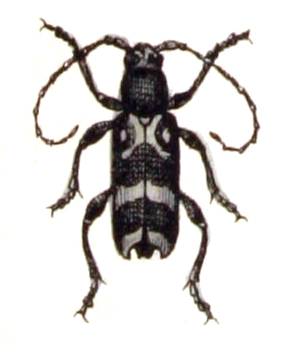